# Star Wars: Rebel Assault
Star Wars: Rebel Assault è uno sparatutto realizzato da LucasArts nel 1993, basato sulla saga di Guerre stellari. Inizialmente pubblicato per MS-DOS e in seguito convertito per 3DO, Mega CD e Mac OS, è stato il primo titolo della LucasArts ad essere uscito nel solo formato CD-ROM, ed è considerato, insieme a Myst e a The 7th Guest, una delle killer application dei lettori cd per computer. Nel 1995 è stato seguito da Star Wars: Rebel Assault II: The Hidden Empire.

## Modalità di gioco
Rebel Assault è costituito da 15 livelli: alcuni ricreano scene viste nei film, come l'attacco degli AT-AT durante la Battaglia di Hoth o la distruzione della Morte Nera; altri, come il percorso di allenamento su Tatooine, sono inediti.
Durante i livelli occorre solitamente abbattere un certo numero di nemici, o evitare degli ostacoli per impedire la distruzione del mezzo pilotato; dopo il completamento dell'obiettivo vengono riprodotti alcuni spezzoni tratti dai film della prima trilogia. Si alternano sequenze in prima o in terza persona, sia a bordo di astronavi come l'X-Wing che a piedi. Rebel Assault non possiede un sistema di salvataggio, ma si affida a delle password che permettono di ripartire da una certa sezione.

## Tecnologia
Per ottenere un impatto più realistico, senza tuttavia esigere requisiti hardware corrispondentemente elevati, è stato fatto un uso estensivo di grafica pre-renderizzata a discapito di quella in tempo reale: sono state infatti create dalla LucasArts animazioni tridimensionali in grafica computerizzata, riprodotte come filmati compressi all'interno del gioco, in modo tale che l'utente, al controllo di uno sprite, abbia l'impressione di navigare all'interno degli ambienti. L'interattività è più alta dei laser-game alla  Dragon's Lair, ma rimane comunque piuttosto limitata dato che il giocatore non ha un reale controllo su quello che avviene sullo schermo.